# Niels Nielsen (matematiker)
Niels Nielsen, född den 2 december 1865 i Ørslev på Fyn, död den 16 september 1931, var en dansk matematiker.
Nielsen tog 1891 magisterkonferens i matematik, blev 1895 filosofie doktor (på avhandlingen Om en Klasse bestemte Integraler og nogle dermed definerede semiperiodiske Funktioner) samt 1907 docent och 1909 professor i matematik vid Köpenhamns universitet. 
Hans omfattande produktion rör sig i synnerhet inom funktionsläran och talteorin; han författade dessutom en rad läroböcker samt de historiska handböckerna Matematikken i Danmark 1801-1908 (1910) och Matematikken i Danmark 1528-1801 (1912). Nielsen blev flitigt refererad av den engelske matematikern G. N. Watson i dennes klassiska verk Treatise on the theory of Bessel functions (1922) bland annat till Nielsens verk Handbuch der Theorie der Cylinderfunktionen.

## Utmärkelser
- Riddare av Dannebrogorden,  1920[3]
- Dannebrogsmännens hederstecken,  1930[3]

[Redigera Wikidata]